# 種川站

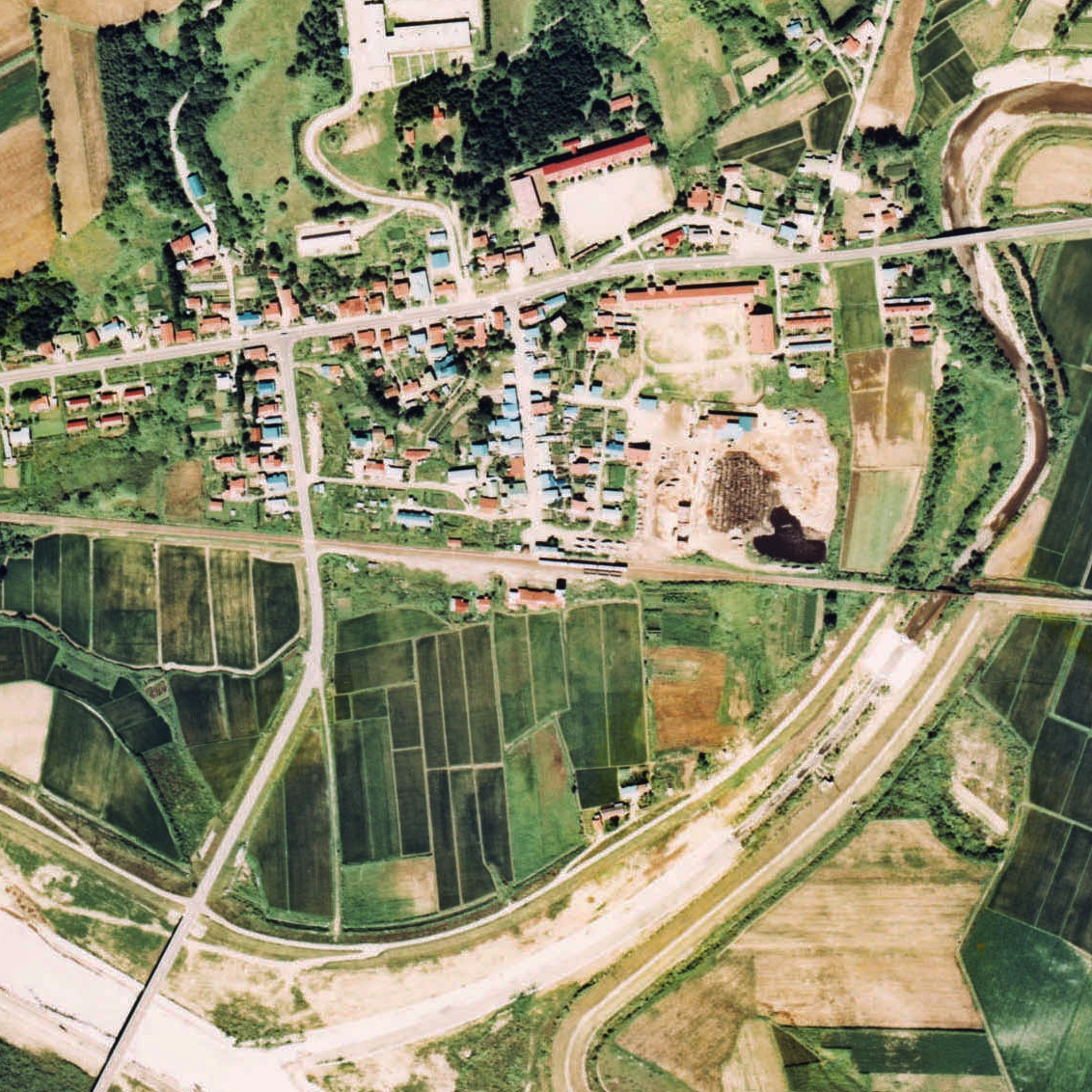
1976年的種川站與方圓約750米範畢。左邊是瀨棚方向。

種川站（日语：／ Tanekawa eki */?）是位於北海道瀨棚郡今金町字種川，日本國有鐵道的瀨棚線車站（廢站）。隨著瀨棚線廢除，車站在1987年（昭和62年）3月16日廢除。

## 歷史
- 1930年（昭和5年）10月30日 - 國有鐵道瀨棚線花石站至今金站之間開通，此站啟用[1][2]。當時為一般車站。
- 1979年（昭和54年）3月10日 - 結束處理貨物[2]。
- 1984年（昭和59年）2月1日 - 結束處理行李[2]。
- 1980年代前半[注 1] - 成為業務委託車站。
- 1987年（昭和62年）3月16日 - 瀨棚線廢除，此站也廢除[2]。

### 站名的由來
車站名稱取自於附近流過的Meppu川（メップ川）之通稱「種川」。而Meppu川這個河流名稱源自阿伊努語的「メㇺ（mem）」，其意思是「湧壺」。

## 車站構造
截至車站廢除前，此站是地面車站，設有1面1線的單式月台。月台位於路軌北邊（瀨棚方向的列車會開啟右邊車門）。
此站是業務委託車站。此站的車站大樓位於站內東北邊，鄰接月台。

## 使用狀況
- 在1981年度（昭和56年度），1日上下車人次為88人[7]。

## 車站周邊
- 國道230號（日语：国道230号）（國縫道路）
- 種川郵局
- 今金町立種川小學（日语：今金町立種川小学校）
- 種川溫泉休憩處 - 車站步行5分鐘[7]。
- 後志利別川（日语：後志利別川）
- 種川

## 現況
截至2000年（平成12年），站前商店街還是存在。截至2010年（平成22年）也是同樣。截至2011年（平成23年），遺址已經沒有任何鐵路痕蹟。該處只有小型工場。
此外截至2000年（平成12年），車站遺址靠近國縫一方還有跨越下Hakaimappu川，靠近瀨棚一方還有跨越Meppu川的橋梁。截至2010年（平成22年），橋粱被撤走。路堤截至2010年還存在。

## 相鄰車站
日本國有鐵道
瀨棚線
北住吉－種川－今金

## 注腳

### 出典
1. 1 2 3   第1版. 札幌市: 日本国有鉄道北海道総局. 1973-3-25: 24. ASIN B000J9RBUY （日语）.
2. 1 2 3 4  《道南鉄道100年史 遥》 北海道旅客鐵道函館分社 2003年2月發行
3. ↑  書籍《コロタン文庫36 国鉄駅名全百科 56.4訂補版》（小學館，1981年10月發行）61頁。
4. ↑  書籍《国鉄全線各駅停車1 北海道690駅》（小學館，1983年7月發行）64頁）。
5. ↑  札幌鉄道局編 (编). . 北彊民族研究会. 1939: 25. NDLJP: 1029473 （日语）.
6. ↑   (PDF). アイヌ語地名リスト. 北海道 環境生活部 アイヌ政策推進室. 2007  [2017-11-26]. （原始内容存档 (PDF)于2016-05-27） （日语）.
7. 1 2 3 4  書籍《国鉄全線各駅停車1 北海道690駅》（小學館，1983年7月發行）64頁。
8. 1 2  書籍《鉄道廃線跡を歩くVII》（JTB出版，2000年1月發行）76-78頁。
9. 1 2 3  書籍《新 鉄道廃線跡を歩く1 北海道・北東北編》（JTB出版，2010年4月發行）163頁。
10. ↑  書籍《北海道の鉄道廃線跡》（著：本久公洋，北海道新聞社，2011年9月發行）75-76頁。